# Brüderchen, komm tanz mit mir
Brüderchen, komm, tanz mit mir (auch Brüderlein, komm, tanz mit mir) ist ein bekanntes deutschsprachiges Volkslied. Es zählt zu den bekanntesten Kinderliedern im deutschsprachigen Raum und wird oft als Bewegtes Singspiel in Kindergärten und Grundschulen verwendet.

## Text
Es ist tradiert, dass das Lied um 1800 in Thüringen entstanden ist. Der bekannteste und gängige Text stammt von Adelheid Wette, der Schwester des Komponisten Engelbert Humperdinck. Wette machte aus dem ursprünglich fünfstrophigen Lied eine Version mit vier Strophen und jeweils acht Versen, wobei sie die erste und zweite Strophe zu einer Strophe zusammenfasste und einige Strophen des Volkslieds zweimal verwendete. So wurde etwa „Mit dem Köpfchen nick, nick, nick / mit den Fingerchen tick, tick, tick, / einmal hin und einmal her, / ringsherum, das ist nicht schwer“ zum jeweils zweiten Teil der zweiten und vierten Strophe.
1. Brüderchen, komm, tanz mit mir,

beide Hände reich’ ich dir,

einmal hin, einmal her,

rundherum, das ist nicht schwer.

2. Mit den Händchen klipp, klipp, klapp,

mit den Füßchen tripp, tripp, trapp,

einmal hin, einmal her,

rundherum, das ist nicht schwer.

3. Mit den Köpfchen nick, nick, nick,

mit den Fingerchen, tick, tick, tick,

einmal hin, einmal her,

rundherum, das ist nicht schwer.

4. Ei, das hast du gut gemacht,

ei, das hätt' ich nicht gedacht,

einmal hin, einmal her,

rundherum, das ist nicht schwer.

5. Noch einmal das schöne Spiel,

weil es mir so gut gefiel,

einmal hin, einmal her,

rundherum, das ist nicht schwer.

### Varianten
Von dem Lied gibt es auch folgende Varianten:
- Schwesterchen, komm tanz mit mir (Liebe Schwester, tanz mit mir)
- Teddybär, komm tanz mit mir
- Komm, mein Schatz, und tanz mit mir
- Jakob hat kein Brot im Haus

## Melodie
Humperdinck nahm das Lied 1893 mit einer vollständig neu komponierten Melodie als Grundlage für ein Duett in seine Märchenoper Hänsel und Gretel auf.

## Humperdinck
Anfang von Humperdincks Vertonung als Duett in Hänsel und Gretel: